# Eksperyment warszawski
Eksperyment warszawski – eksperyment pedagogiczny będący akcją oświatową, której realizację rozpoczęto w Warszawie w 1966, aby w następnych latach rozpowszechnić ją w innych większych miastach Polski. Jej zadaniem było rejestrowanie, a następnie kierowanie do zasadniczych szkół zawodowych ogółu niepracującej i nieuczącej się młodzieży w wieku 15–18 lat.
Udało się w ten sposób wykształcić znaczny odsetek tego typu uczniów a następnie skierować ich do zakładów pracy. Inicjatorami tego eksperymentu byli Jerzy Kuberski oraz Jerzy Wołczyk. W ślad za Warszawą poszły pozostałe miasta wojewódzkie a następnie również inne miasta, które wprowadziły zasadę obowiązkowego kształcenia do ukończenia 18. roku życia.